# Euvrilletta brunnea
Euvrilletta brunnea is een keversoort uit de familie klopkevers (Anobiidae). De wetenschappelijke naam van de soort is voor het eerst geldig gepubliceerd in 1985 door White.